# Habitatges al carrer Gurb, 47-49 (Vic)
L'Habitatges al carrer Gurb, 47-49 és una casa eclèctica de Vic (Osona) inclosa a l'Inventari del Patrimoni Arquitectònic de Catalunya.

## Descripció
Edificis civils. Cases entre mitgeres. Consten de planta baixa i tres pisos. La façana presenta un eix de composició descentrat. Cada edifici presenta un portal ampli d'arc de mig punt amb carreus i portals laterals d'accés als habitatges. Als pisos la mida de les obertures disminueix amb l'alçada, així com les llosanes dels balcons. Cal remarcar les baranes de forja.
Els edificis són coberts a dues vessants amb les cornises a manera de ràfecs. Cal remarcar la forja del portal núm. 47 amb decoracions i la inscripció JV 1894.

## Història
L'antic camí de Gurb sorgí com la prolongació del carrer de les Neus vers el segle xii i on s'anaren transformant les masies i edificacions en cases entre mitgeres que seguien el traçat natural del camí. Al segle xv es construí l'església gòtica dels Carmelitans prop de l'actual carrer Arquebisbe Alemany, enderrocada el 1655 en convertir-se la ciutat en plaça fortificada contra els francesos durant la guerra dels Segadors. Als segles XVII-XVIII es construí l'actual convent i l'església dels Carmelitans calçats. Al segle xviii la ciutat experimenta un fort creixement i aquests carrers itinerants es renoven formant part de l'Eixample Morató. Al segle xix, amb la urbanització de l'Horta d'en Xandri entre el carrer Gurb i de Manlleu també es renova. Actualment el carrer viu una etapa d'estancament i convindria revitalitzar-lo
Els edificis són probablement del 1785 i l'estat actual prové d'una reforma del 1894.